# Bas-Intyamon
Bas-Intyamon és un municipi suís del cantó de Friburg, situat al districte de la Gruyère. Fou creat el 2004 amb la unió de tres antics municipis Enney, Estavannens i Villars-sous-Mont.